# Missão Porto Seguro
Missão Porto Seguro é um filme de comédia e ação brasileiro de 2025 produzido pela Prime Video em parceria com a Glaz Entretenimento. O filme dirigido por Cris D’Amato com roteiro de Denis Nielsen, Cris Wersom, Vitor Brandt e Leandro Soares foi lançado no dia 17 de janeiro de 2025 no streaming.
Estrelado por Giovanna Lancellotti e Ademara, conta com Miguel Falabella, Babu Santana, Mariana Xavier, Sophia Valverde, Igor Jansen, Letícia Pedro e Diogo Almeida no elenco.

## Sinopse
Denise é uma policial rigorosa e antiquada de 30 anos, que após uma batida na casa de um mafioso que não obteve as informações necessárias é suspensa por seu pai delegado. Porém, ao perceber que o mafioso escondeu as coordenadas do objeto procurado com sua filha, Denise decide ir escondida atrás da menina, que embarcou em uma viagem de formatura para Porto Seguro. Contudo, para cumprir sua missão de infiltração, ela precisa se adaptar a um grupo de jovens imprevisíveis, e conta com a ajuda de Babi, uma golpista que gosta de entrar de penetra nas viagens de formandos e logo percebeu outra pessoa mais velha. O cenário de festas, liberdade e confusão será um grande desafio para Denise, que precisará mudar sua visão de mundo para lidar com as situações mais inusitadas.

## Elenco
- Giovanna Lancellotti como Denise Genaro
- Ademara como Bárbara (Babi)
- Miguel Falabella como Delegado Genaro
- Babu Santana como Jaime
- Sophia Valverde como Silvia Quintella
- Raphael Vicente como Jota
- Igor Jansen como Magno
- Letícia Pedro como Enza
- Érico Brás como Licinho
- Mariana Xavier como Licinha
- Diogo Almeida como Bertinho
- Marcelo Médici como Silvio Quintella
- Estevam Nabote como Afonsinho
- Leandro Villa como Wagner
- Angela Dippe como Branca
- Sheila Mello como Ela mesma
- Scheila Carvalho como Ela mesma